# サン・ミジャンのユソ修道院とスソ修道院
「サン・ミジャンのユソ修道院とスソ修道院」（ユソとスソのサン・ミジャン修道院）は、スペインの世界遺産のひとつ。ラ・リオハ州のサン・ミジャン・デ・ラ・コゴージャ（San Millán de la Cogolla）にある。
この世界遺産は登録名にあるように、数百メートルを隔てた異なる時代の2つの建造物群に分かれている。スソは「上方」、ユソは「下方」の意味で、ともに聖エミリアヌス（St. Emilianus / San Millán, サン・ミジャン）に因む修道院である。

## 概要

### スソ修道院
2つの建造物群のうち、より古いのがスソ修道院である。これは、10世紀のレポブラション（Repoblación, 再入植）期の建築様式の簡素さをしっかりと守っている。
張り出したアーチに支えられていた3つの穹窿を持つ教会は絶壁にもたれかかるように建っており、聖オリア礼拝堂に面している。そして、その礼拝堂は11世紀に拡張されたもので、12世紀の作品である聖エミリアヌスの横臥した死者像が保存されているサン・ミジャン祈祷所と、6世紀の穴居民の小房群に面している。西ゴート王国時代には小さな礼拝堂群が岩を刳り貫いて作られたが、そのうちのひとつには雪花石膏を彫って作ったロマネスク様式の聖エミリアヌスの墓がある。
スソに入ると、回廊にはララ（Lara）の11人の子どもとその教師の石棺がある。また、そこには埋葬する場所がなく3人のナバラ王国の女王（王妃）の石棺もあり、13世紀にラ・リオハで生まれた修道士にして作家のゴンサロ・デ・ベルセオ（Gonzalo de Berceo）の墓もある。教会のそばには、洞穴に葬られた修道士たちの共同墓地もある。
現存最古のカスティーリャ語文書が書かれたのも、この修道院であった。977年に聖アウグスティヌスの作品のラテン語で書かれた注釈である Glosas Emilianenses を筆写した写字生が、欄外に数行のカスティーリャ語訳を書き付けたのである。この写本は後述のユソ修道院に保管されていたが、現在はエル・エスコリアル修道院に所蔵されている。

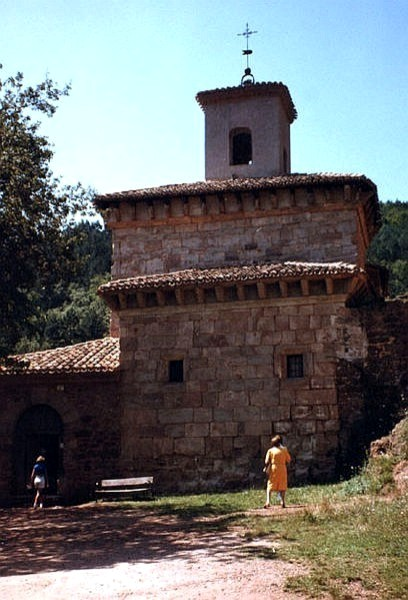
スソの外観
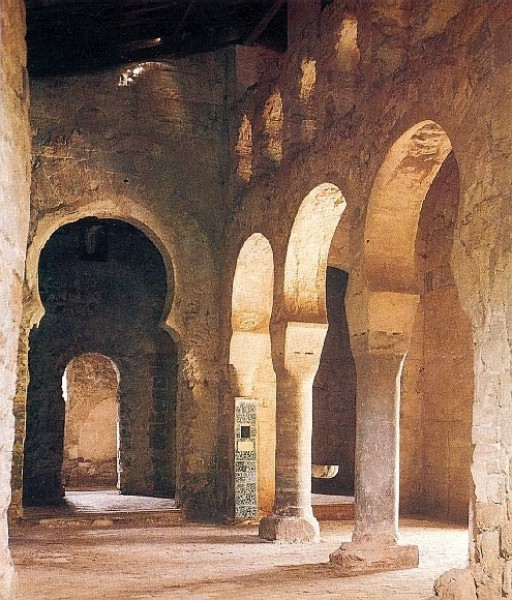
スソの内観
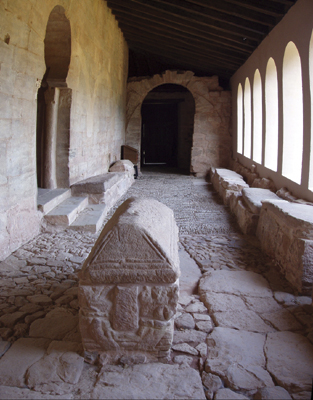
石棺

### ユソ修道院
下方のカルデナス渓谷（Càrdenas）に、「ラ・リオハのエル・エスコリアル」ことユソ修道院の堂々たる姿がある。元々は1050年に建てられたルネサンス様式のものだったが、1367年にエドワード黒太子に荒らされ、その後再建された。現存するものは全面的に再建されており、16世紀から18世紀のルネサンス様式やゴシック様式のものである。最古の部分は1504年に建設が始まった教会で、3つの身廊を持つ後期ゴシック様式のものだが、完成したのは18世紀のものである。
修道院の入り口は1661年に手がけられたもので、レリーフには聖エミリアヌスが描かれている。これは伝説上シマンカス（Simancas）の戦いでムーア人殺しのヤコブとともに、聖エミリアヌス（San Millán Matamoros,「ムーア人殺しの聖エミリアヌス」）が戦ったとされることに因んでいる。
玄関ホールは少し後れて1689年に作られたもので、「諸王のサロン」へと続いている。「諸王のサロン」は、修道院から祝福を受けた王たちの4枚の絵があることからそう呼ばれる。 
主祭壇の祭壇画にはエル・グレコの画派に属する修道士で画家のフアン・アンドレス・リシ（Juan Andrés Ricci）による17世紀の8枚の絵が飾られており、格子枠も17世紀のものである。教会奥には高い説教壇があり、きらびやかに飾られている。かつて教会参事会室であった18世紀の聖具室には金色の木像が並び、天井にはフレスコ画があって目を惹く。
回廊は二階建てで、下階は非常にすばらしい16世紀中葉のゴシック・フランボワイヤン様式で、教会へ通じる入り口はきらびやかである。上階はルネサンス様式である。
小さな美術館には、ルネサンス期からバロック期のフアン・アンドレス・リシやムリーリョの宗教画があり、12世紀のクルミ材の美しい聖母像もある。美術館そばには象牙を彫って作られた11世紀の聖遺物櫃2つが納められた祈祷所がある。1067年から1080年に作られた聖エミリアヌスの櫃には、人物たちの表情が印象的なロマネスク様式の14枚の板が付いている。1090年に作られた聖フェリクス（San Felices）の櫃には、厳かなビザンティン様式の5枚の板が付いている。これらの櫃はグランダ（Granda）によって1944年に復元されたものだが、象牙の板そのものは11世紀に修道院の象牙細工工房によって彫られた当時のままである。
図書館には1800点の作品があり、最古のものは10世紀のものである。そして、Glosas Emilianenses の複製もある。また、多くのコデックスやインキュナブラも所蔵されており、11世紀から16世紀までの文書類の驚くほどの蓄積がある。

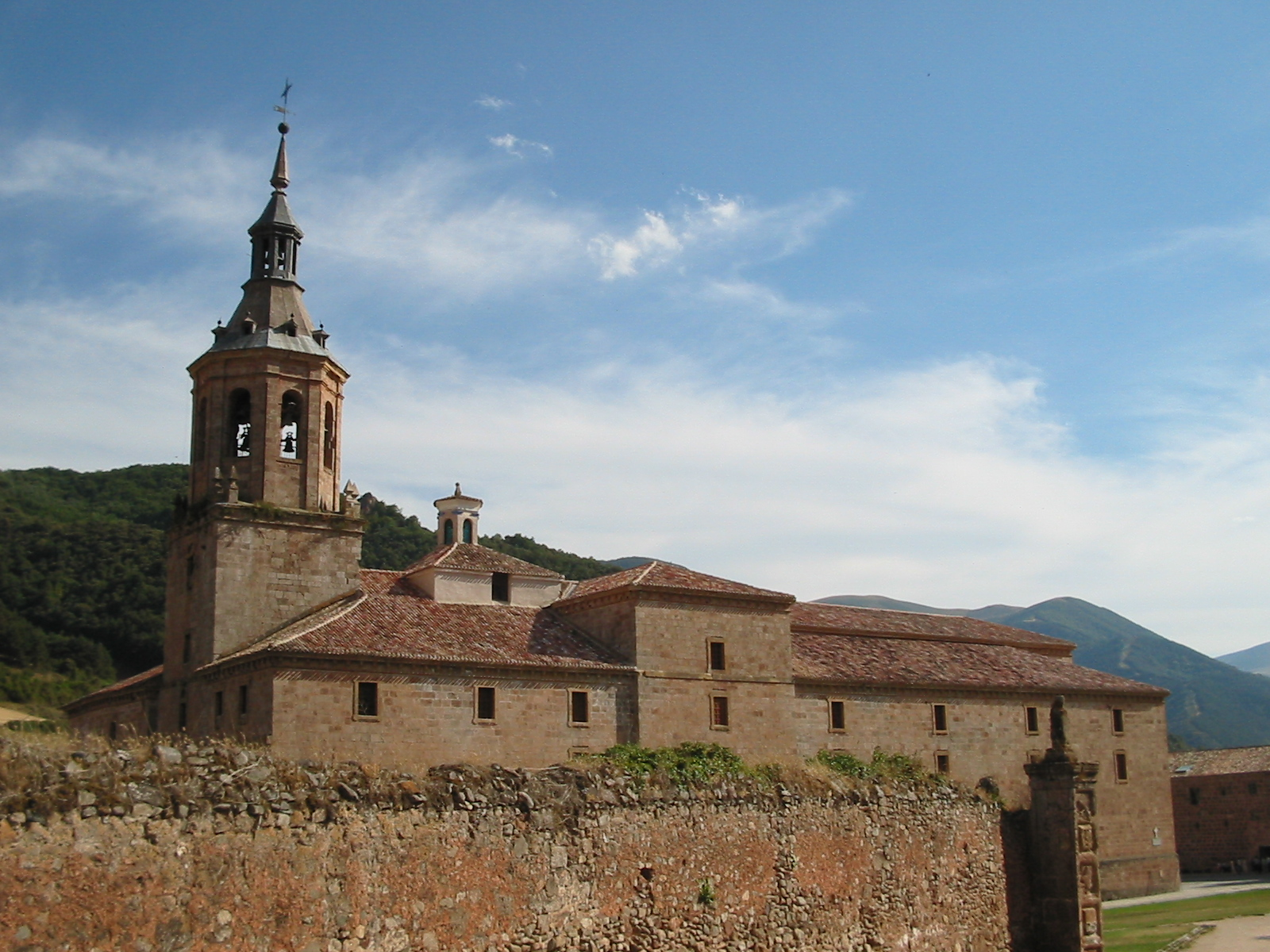
ユソの外観

## 登録対象
ユネスコの世界遺産センターは以下のふたつをこの物件の登録対象としている（英語名は世界遺産センターによる）。
- ユソ修道院と修道院菜園群（Yuso Monastery and Monastic Kitchen Gardens, 世界遺産登録ID 805-001）
- スソ修道院と考古学的遺跡群（Suso Monastery and Archaeological Sites, ID 805-002）

## 登録基準
この世界遺産は世界遺産登録基準のうち、以下の条件を満たし、登録された（以下の基準は世界遺産センター公表の登録基準からの翻訳、引用である）。
- (2) ある期間を通じてまたはある文化圏において、建築、技術、記念碑的芸術、都市計画、景観デザインの発展に関し、人類の価値の重要な交流を示すもの。
- (4) 人類の歴史上重要な時代を例証する建築様式、建築物群、技術の集積または景観の優れた例。
- (6) 顕著で普遍的な意義を有する出来事、現存する伝統、思想、信仰または芸術的、文学的作品と直接にまたは明白に関連するもの（この基準は他の基準と組み合わせて用いるのが望ましいと世界遺産委員会は考えている）。